# QRP操作

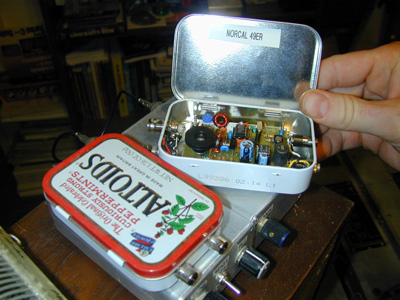
一个自制的QRP低功率收发机，安装在Altoids薄荷糖罐内。

在业余无线电活动中，QRP操作是指以较低的功率发射，同时试图最大限度地提高自己的通联范围的操作。QRP操作是业余无线电爱好中的一种专业操作，最早在20世纪20年代初流行起来。QRP操作者通常将其发射的射频输出功率限制在5瓦或以下。
由于无线电传播情况的多变性和接收相对较弱的无线电信号的难度，在如此低的功率下进行可靠的双向通信具有挑战性。QRP爱好者可以使用更为优秀的的天线系统、更高的操作技能和各种特殊通信模式，以最大限度地提高他们的无线电操作水平。自1960年代末以来，专为QRP操作而设计的商用收发机已经从真空管收发机发展到使用固态电子器件的专用电台。
世界上有许多致力于QRP操作的业余无线电组织。QRP爱好者参加各种竞赛，旨在测试他们在低功率下进行长距离联络的技能。

## 词源
术语“QRP”源自无线电通信中使用的标准Q简语，其中QRP用于请求“降低功率”，其问句QRP？的意思是“我应该降低功率吗？

## 缘由
虽然市面上大多数业余电台的输出功率都大约在100瓦左右，但在世界上的某些地区，例如美国，业余无线电爱好者最高可使用的功率可达1500瓦；中国大陆的业余无线电爱好者在持有最高等级的操作证明并通过申请的情况下，在短波频段进行通联最高可使用的功率为1000瓦。QRP爱好者认为如此高的功率输出并没有必要，这样会浪费电力，还会增加对附近电视、收音机和电话造成干扰的可能性。而且对于美国的业余无线电爱好者来说，这违反了FCC的97条规定，其中要求必须使用“进行所需通信所需的最小功率”。QRP还可用于灾难恢复期间的应急通信，在这种情况下，节俭电池电量和发电机燃料至关重要。

## 实践

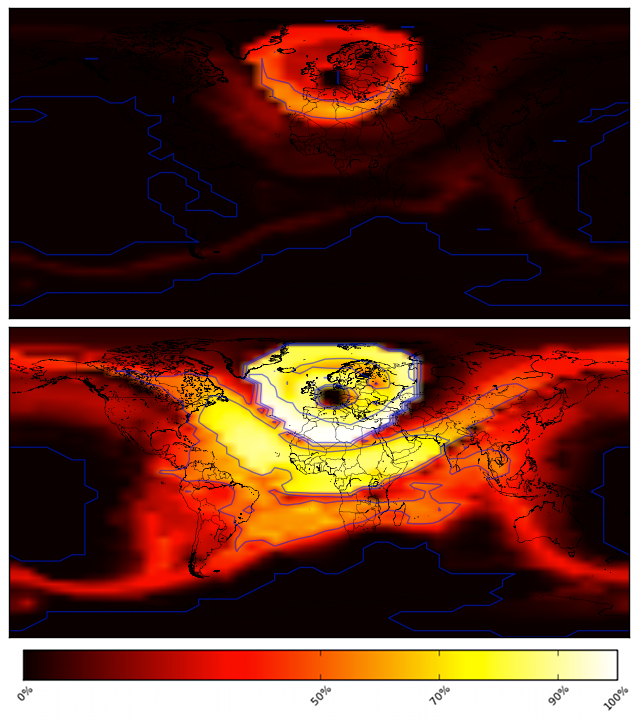
VOACAP对传播距离的模拟，比较1瓦（上）和99瓦（下）的有效传播范围。

早在1924年，以较低功率发射的做法就得到了普及。美国业余无线电杂志和期刊上发表了各种报告、社论和文章，鼓励业余爱好者降低功率输出。这既是为了实验，也是为了通过减少干扰改善联络条件。 
关于QRP操作的发射功率大小，目前还没有达成统一的意见。大多数业余无线电组织都同意，对于CW 、AM 、FM和数据模式，发射机输出功率应为5瓦或更低。SSB（单边带）的最大输出功率并不总是一致的，有人认为不应超过10 瓦，有一部分人认为功率限制应为5瓦。众所周知，QRP爱好者们经常使用少于5瓦的功率进行通联，有时联络时会使用低至100毫瓦的功率甚至更少。以极低功率通信（1瓦特及以下）通常被爱好者称为“QRPP”。
使用QRP进行通信可能会很困难，因为QRP爱好者们必须面对使用比自己更高功率的爱好者所面临的相同的无线电传播挑战。但在所有其他条件相同的情况下，QRP接收端有着信号较弱的固有缺点。QRP爱好者不断尝试着通过更高效的天线系统和提升自身操作技能来弥补这一点。

### 弱信号下使用的模式
QRP爱好者可能会使用特殊模式，这些会模式采用增强接收相对较弱的发射信号的可辨识度的技术和软件。
QRSS：速度非常慢的摩尔斯电码
QRSS使用非常慢速的CW（莫尔斯电码）来补偿QRP操作中降低的信噪比。 QRSS爱好者可能会记录传输音频以供以后分析，有时在以更快的速度播放时直接听音解码，或者通过观察频谱分析仪的瀑布图来进行解码。
Coherent CW ：关键定时莫尔斯电码传输
Coherent CW使用将时钟输出信号校准到精确速率的发射器，允许接收器采用极窄带滤波来提高可读性。 
WSJT-X（Weak Signal – Joe Taylor）：
WSJT-是一个用于业余无线电的软件，它利用多种不同的模式，如FT-8和JT65。每种模式都针对不同的信号路径进行了优化，这包括流星散射、对流散射和EME通信。WSJT以诺贝尔物理学奖获奖者JH Taylor 博士的名字命名，以表彰他在开发无线电弱信号通信模式方面所做的工作。  
WSPR：弱信号传播检测
WSPR 是一个软件套件和计算机网络，用于监控传播路径以获得最佳通信条件。 

## 设备

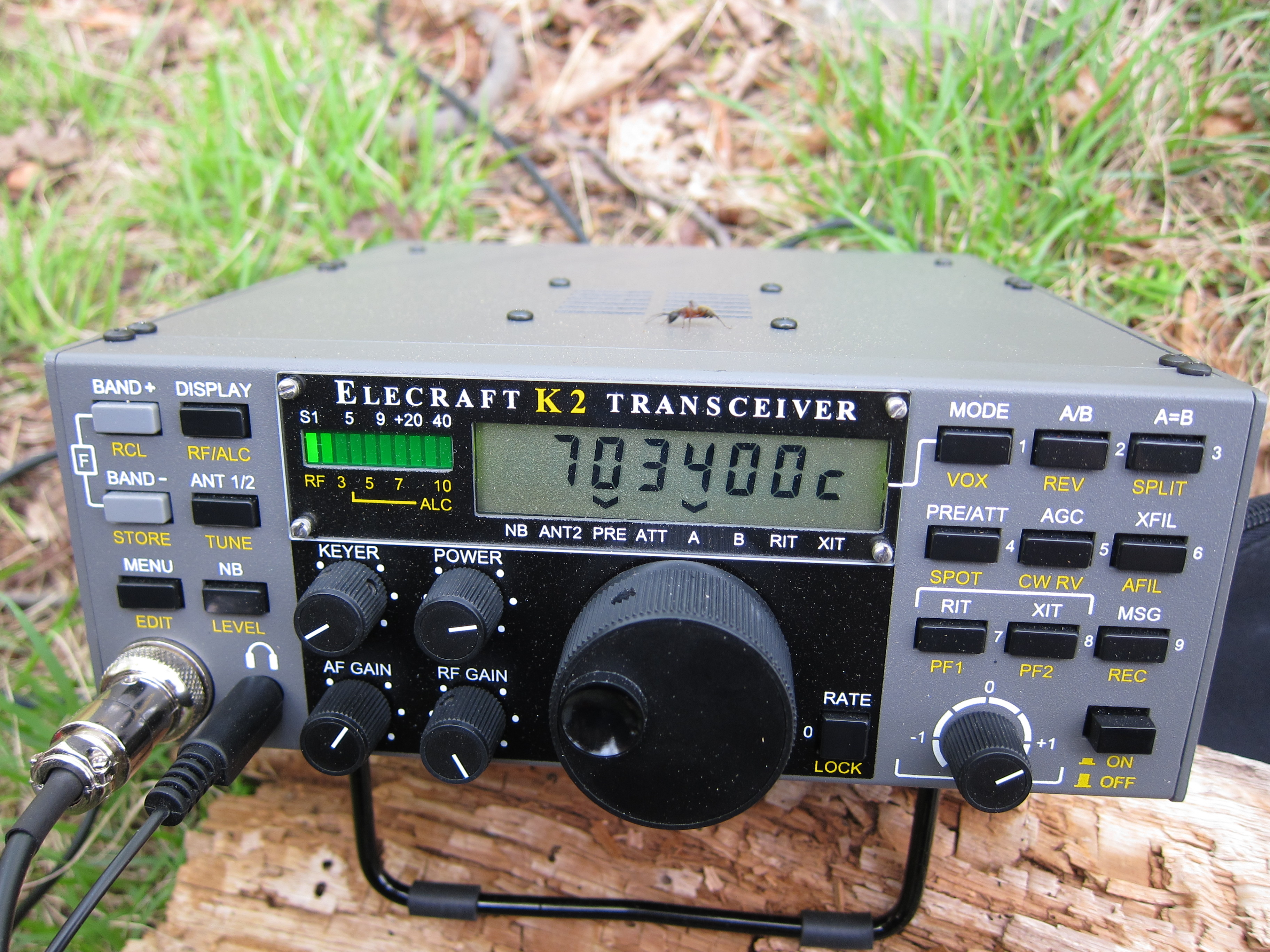
针对 QRP CW 操作优化的收发器示例： Elecraft K2

许多商用收发器允许操作者将其输出水平降低到QRP水平。自1960年代后期以来，专门设计用于在 QRP 功率水平或接近QRP功率水平下运行的商用收发器已经上市。
1969年，美国制造商Ten-Tec生产了Powermite-1，这是Ten-Tec的第一批组装收发器之一，采用模块化结构。收发器的所有单元都在单独的电路板上。发射器的射频功率约为1瓦或2瓦，接收器是直接转换单元，类似于Heathkit HW-7和HW-8系列中的单元，这将许多业余爱好者引入了QRP操作的领域并促进该模式的流行。

## 组织
致力于QRP的业余无线电组织有国际QRP业余无线电俱乐部 (QRPARCI)、美国QRP俱乐部、总部位于英国的G-QRP俱乐部和强调便携QRP操作的冒险无线电协会。主要的QRP聚会每年都会在代顿火腿节 、Pacificon和腓特烈港等火腿节（即业余无线电爱好者节日）举行。 

## 比赛和奖项
QRP操作有专门的运营奖项、比赛、俱乐部和会议。在美国，十一月的比赛、六月和九月的VHF QSO比赛、一月的 VhF 比赛、ARRL国际DX比赛，以及许多主要的国际比赛都指定了特殊的QRP类别。例如，在一年一度的ARRL野外日活动中，使用“QRP功率”进行QSO（ham-to-ham通联）的分数是通过常规方式进行通联的五倍。QRP ARCI俱乐部在一年中为QRP爱好者们提供12场比赛。
比较典型的奖项包括 QRP ARCI 俱乐部的“每瓦千英里”奖，任何提供符合条件的通联证明的人均可获得。QRP ARCI 还为在QRP条件下获得 ARRL 的Worked All States、Worked All Continents和DX Century Club奖项提供特别奖励。其他QRP俱乐部也提供类似版本的这些奖项，以及一般的QRP运营成就奖。 